# للقبض على قاتل (فلم 2023)
للقبض على قاتل (بالإنجليزية: To Catch a Killer) هو فيلم أمريكي عن الجريمة ماخوذ من قصه واقعيه وهو من إخراج داميان زافرون وكتبه زيفرون وجوناثان ويكهام. ومن بطولة شايلين وودلي وبن مندلسون وجوفان أديبو ورالف إنيسون. تدور أحداث الفيلم عن شرطية شابة موهوبة من بالتيمور لكنها مضطربة يتم تعيينها من قبل مكتب التحقيقات الفيدرالي للمساعدة في القبض على قاتل متسلسل وتعقبه.
تم إصدار الفيلم في 21 أبريل 2023بواسطة فيرتيكال للترفيه وتلقى آراء متباينة من النقاد.

## طاقم التمثيل
- شايلين وودلي بدور إليانور
- بن مندلسون في دور لامارك
- جوفان أديبو في دور جاك ماكنزي
- رالف إنيسون في دور دين
- ريتشارد زيمان في دور فرانك جرابر
- دوسان دوكيتش بدور كروب
- جايسون كافاليير في دور ماركواند
- نيك ووكر في دور جيسي كابلتون
- ميخائيل كرام في دور جافين
- روزماري دونسمور في دور السيدة بوسي

## الإستقبال
على موقع روتن توميتوز، كانت 50٪ من 58 تقييمًا من النقاد إيجابية، بمتوسط تقييم 5.6 / 10.